# تأشير الخلية

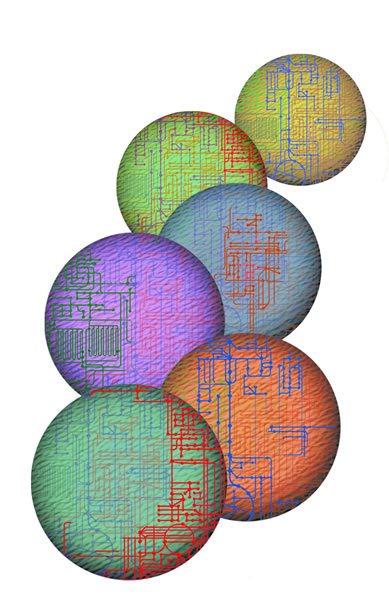

تأشير الخلية هي أحد أجزاء نظام معقد للتواصل بين الخلايا يحكم الفعاليات الخلوية الأساسية والأفعال الخلوية الموجهة - فهي عمليا تبادل الإشارات بين الخلايا  قابلية الخلايا لتلقي والاستجابة بشكل صحيح لبيئتها المصغرة هو أساس النمو، ترميم الانسجة وإصلاحها، وأيضا المناعة بالإضافة للتوازن النسيجي الداخلي. أي خطأ في إجرائيات المعلومات الخلوية يكون مسؤولا عن أمراض خطيرة مثل السرطان وأمراض المناعة الذاتية وداء السكري. لذلك يحتل فهم عمليات التأشير الخلوي أهمية خاصة لمعالجة الإعالة لهذه الأمراض، أيضا قد يساعد هذا في بناء نسج صناعية.
ركز العمل الكلاسيكي من علم الأحياء الخلوي والجزيئي على دراسة أجزاء مفردة من شبكات التأشير الخلوي ومساراته. لكن باحثو علم أحياء النظم حاليا يساعدون في فهم البنية التحتية لشبكات التأشير الخلوي وكيف يؤثر التغير في هذه الشبكات على نقل المعلومات بين الخلايا والنسج المختلفة.
يبدأ نقل الإشارة بتحويل (أو تنبيغ) الإشارة إلى إشارة كيميائية، والتي يمكن أن تنشط مباشرة قناة أيونية (مستقبل أيونوتروبي) أو يبدأ تسلسل الإرسال الثانوي بنشر لإشارة عبر الخلية. يمكن لأنظمة الإرسال الثانويّة تضخيم الإشارة، حيث يؤدي تنشيط عدد قليل من المستقبلات إلى تنشيط عدة مراسيل ثانوية، وبالتالي تضخيم الإشارة الأولية (المرسال الأول). قد تتضمن التأثيرات النهائية لمسارات الإشارات هذه أنشطة إنزيمية إضافية مثل انشطار محلّات البروتين، والفسفرة، والمثيلة، واليوبيكويتين.
برمجت كل خلية للاستجابة لجزيئات إشارة خارج خلويّة، وهي أساس التطور وإصلاح الأنسجة والمناعة والتوازن الداخلي. قد تسبب الأخطاء في تفاعلات الإشارات أمراضًا مثل السرطان والمناعة الذاتية والسكري.

## النطاق التصنيفي
في العديد من الكائنات الحية الصغيرة مثل البكتيريا، تمكّن الأفراد من بدء نشاط معين فقط عندما يكون التعداد كبيرًا بشكل كافي. لوحظت هذه الإشارات بين الخلايا لأول مرة في البكتيريا البحرية أليفيبريو فيشيري (Aliivibrio fischeri)، والتي تنتج الضوء عندما يكون التعداد كثيفًا بدرجة كافية. تتضمن الآلية إنتاج وكشف جزيء الإشارة وتنظيم استجابة النسخ الجيني. يعمل استشعار النصاب في كل من البكتيريا موجبة الجرام وسالبة الجرام، وداخل الأنواع وفيما بينها.
في الفطور المخاطية، تتجمع الخلايا الفردية المعروفة باسم الأميبات معًا لتشكل أجسامًا ثمرية، وفي النهاية جراثيم، تحت تأثير إشارة كيميائية، كانت تسمى في الأصل أكراسين. تتحرك الخلايا الفردية بواسطة الانجذاب الكيميائي، أي ينجذبون بواسطة الميل الكيميائي. تستخدم بعض الأنواع أحادي فوسفات الأدينوزين الحلقي ((cyclic AMP كإشارة؛ تستخدم أنواع أخرى مثل البوليسفونديليوم-فياولاكيوم (Polysphondylium violaceum) جزيئات أخرى، في حالتها إن-بروبيونيل – غاما  إل- جلوتاميل إل-أورنيثين دلتا-لاكتام إيثيل استر، الملقبة بـ غلورين. تحدث الإشارات بين الخلايا في النباتات والحيوانات إما من خلال إطلاقها في الفراغ خارج الخلوي، مقسمة إلى إشارات نظيرة صمّاويّة (عبر مسافات قصيرة) وإشارات صمّاوية (عبر مسافات طويلة)، أو عن طريق الاتصال المباشر، المعروف باسم إشارات جوكستاكرين- juxtacrine- (على سبيل المثال، إشارة الثلمة). إشارات الأوتوكرين -ذاتية الإفراز- هي حالة خاصة من إشارات نظيرة الصمّاوية حيث يكون للخلية المفرزة القدرة على الاستجابة لجزيء الإشارة المفرز. الإشارات المشبكية هي حالة خاصة من إشارات نظيرة الصمّاوية (للمشابك الكيميائية) أو إشارات juxtacrine (للمشابك الكهربائية) بين الخلايا العصبية والخلايا المستهدفة.

## الإشارة خارج الخلية

### التخليق والإطلاق
العديد من إشارات الخلايا تحملها جزيئات تطلقها خلية وتتحرك لتتصل بخلية أخرى. يمكن أن تنتمي جزيئات الإشارة إلى عدة فئات كيميائية: الدهون، أو الدهون الفوسفورية (الفوسفولبيدات)، أو الأحماض الأمينية، أو أحادية الأمين، أو البروتينات، أو البروتينات السكرية، أو الغازات. تكون المستقبلات السطحية الملزمة لجزيئات الإشارة كبيرة بشكل عام ومحبة للماء (على سبيل المثال TRH والفاسوبريسين Vasopressin والأكتيلكولين Acetylcholine)، في حين أن تلك التي تدخل الخلية تكون صغيرة بشكل عام وكارهة للماء (مثل الجلوكوكورتيكويدات وهرمونات الغدة الدرقية وكولي كالسيفيرول وحمض الريتينويك)، ولكن الاستثناءات المهمة لكليهما عديدة، ويمكن للجزيء نفسه أن يعمل عبر مستقبلات سطحية أو بطريقة داخلية لتأثيرات مختلفة. في الخلايا الحيوانية، تفرز الخلايا المتخصصة هذه الهرمونات وترسلها عبر الدورة الدموية إلى أجزاء أخرى من الجسم. ثم يصلون إلى الخلايا المستهدفة، التي يمكنها التعرف على الهرمونات والاستجابة لها وإحداث نتيجة. يُعرف هذا أيضًا باسم إشارات الغدد الصماء. منظمات نمو النبات، أو الهرمونات النباتية، تتحرك عبر الخلايا أو بالانتشار في الهواء كغاز للوصول إلى أهدافها. ينتج كبريتيد الهيدروجين بكميات صغيرة بواسطة بعض خلايا جسم الإنسان وله عدد من وظائف الإشارات البيولوجية. من المعروف حاليًا أن غازين آخرين من هذا القبيل يعملان كجزيئات إشارات في جسم الإنسان: أكسيد النيتريك وأول أكسيد الكربون.

## المستقبلات
وهي بروتينات تعبر الشغاء الخلوي وترتبط بجزيئات الإشارة خارج الخلية وتنقل الإشارة إلى السبيل الإشاري داخل الخلية مما يؤدي إلى حصول الاستجابة.
وللمستقبلات ثلاثة صفوف تختلف بآلية نقلها للإشارة وهي:

### المستقبلات المرتبطة إلى البروتين G
وهو النمط الأكثر انتشارا في الخلايا، حيث يستجيب لطيف واسع من الإشارات خارج الخلوية مثل عوامل النمو والنواقل العصبية كالأستيل كولين.
يتألف هذا المستقبل من سلسلة واحدة من عديدات الببتيد تعبر الغشاء الخلوي 7 مرات ولها ثلاثة مجالات ؛ مجال خارج خلوي يربط الربائط البروتينية كالأدرينالين، ومجال عابر للغشاء، ومجال داخل خلوي مسؤول عن ربط البروتين G داخل الخلية.
الآلية التي ينقل فيها هذا النوع من المستقبلات الإشارة يكمن في التغير الشكلي ببنيته الفراغية فيقوم بتفعيل البروتين G، حيث من المعروف عن البروتين G أنه مكون أصلا من ثلاث وحيدات α و β و γ، إذ ترتبط الوحيدة ألفا α مع الغوانوزين ثنائي الفوسفات(GDP) ويكون البروتين G في هذه الحالة غير مفعل ويتم تفعيله عن طريق تخفيض ألفة الوحيدة α للغوانوزين ثنائي الفوسفات وزيادة ألفة الوحيدة ألفا للغوانوزين ثلاثي الفوسفات GTP عوضا عن GDP وهذا المفعول تقوم به الربيطة (المادة الإشارية) بعد ارتباطها بالمستقبل.

### المستقبلات المرتبطة إلى قنوات أيونية
تتولى القيام بالنقل السريع للإشارات لذا تكثر في الخلايا العصبية إذ تنقل السيالة العصبية بين المشابك العصبية
طريقة عملها الأساسية تتمثل في فتح القنوات الأيونية وذلك عندما ترد إليها الإشارة النوعية المناسبة حيث تتدفق الأيونات عبر القنوات من التركيز المرتفع إلى التركيز المنخفض (نقل منفعل) فيتغير استقطاب الغشاء بزمن قصير جدا وتتولد بذلك الدفعة العصبية.

### المستقبلات المرتبطة إلى إنزيمات
وهي عابرة للغشاء مرة واحدة وتمتلك مجار ربط في الجهة الخارجية من الغشاء وتتصف هذه المستقبلات بكونها في بعض الحالات تمتلك فعالية إنزيمية ذاتية، أو ترتبط بإنزيم وتعبر الغشاء مرة واحد بشكل حلزون مفرد ولهذه المستقبلات أنواع عديدة.

## وصلات خارجية
- Intercellular+Signaling+Peptides+and+Proteins في المكتبة الوطنية الأمريكية للطب نظام فهرسة المواضيع الطبية (MeSH).

- Cell+Communication في المكتبة الوطنية الأمريكية للطب نظام فهرسة المواضيع الطبية (MeSH).